# Viège
Pour la rivière, voir Vispa.
Viège, appelée en allemand Visp, est une commune suisse du canton du Valais, située dans le district homonyme dont elle est le chef-lieu.

## Géographie

### Situation
La commune se situe sur la rive gauche du Rhône, à l'entrée de la vallée de Viège, à 8,5 km à l'ouest de Brigue, 42 km à l'est de Sion et 68 km à l'est-nord-est de Martigny.
Le territoire de Viège s'étend sur 13,17 km2. Lors du relevé de 2013-2018, les surfaces d'habitations et d'infrastructures représentaient 25,5 % de sa superficie, les surfaces agricoles 12,8 %, les surfaces boisées 58,5 % et les surfaces improductives 3,2 %.

### Localité
Jusqu'à sa fusion avec la commune de Viège, au 1er janvier 1972, le village d'Eyholz était une commune indépendante du district de Viège. Elle se situe à l'est de cette ville en direction de Brigue.

### Climat
Viège connaît également des épisodes de canicule.

## Toponymie
L'origine du nom de la commune est incertaine, mais il pourrait désigner un cours d'eau dérivant de la racine indo-européenne -uis (couler).
La première occurrence écrite du toponyme date de 1034 à 1052, sous la forme Vesbia.
La commune se nomme Vesbia en italien.

## Histoire
L'histoire de la ville de Viège est très étroitement liée à celles de l'évêché de Sion et du canton du Valais.
L'ancienne ville de Viège occupe un éperon rocheux au débouché du défilé creusé par la rivière de la Viège. Ce site et ses environs ont dû être habités très anciennement car de nombreux vestiges archéologiques ont été trouvés.
L'importance de Viège, dès les temps les plus anciens, est due au croisement de deux routes ou chemins : la voie de la vallée du Rhône, de Sion à Brigue conduisant au col du Simplon, et celle qui remontait vers la vallée de Saas et le col de Monte-Moro ainsi que vers Zermatt et son col de Saint-Théodule.
Cependant les origines du bourg restent inconnues. La seigneurie appartenait à l'origine aux comtes de Viège, mentionnés dès le début du XIIe siècle mais sans doute établis antérieurement. Ces comtes détenaient au nom de l'évêque, la majorie de Viège et le vidomnat dont l'autorité s'étendait aux quartiers de Viège, Stalden et Saas.
Viège est le berceau de nombreuses familles nobles ou patriciennes : de Platea (Am Hengart), Werra, Kalbermatten, Venetz, Riedmatten, In Albon, Burgener, etc.
La localité a beaucoup souffert des fréquentes inondations et surtout des tremblements de terre en 1850 et en 1855. À cette époque, de nombreux édifices ont dû être reconstruits,.
La commune incorpore l'ancienne commune d'Eyholz en 1972.
Le 26 novembre 2023, par votation populaire, les habitants de Baltschieder et d'Eggerberg acceptent, à 54,2 % et 91,5 %, l'intégration de leur village à la commune de Viège. De leur côté, les Viégeois l'aceptent à 77,8 %. La fusion sera effective le 1er janvier 2027.

### Héraldique
|  | L'écu de Viège se blasonne ainsi : Parti d'argent et de gueules aux lions affrontés de l'un en l'autre (Source : Flags of the World ; traduction libre). |

## Politique

### Conseil municipal
Le Conseil municipal (Gemeinderat) est le pouvoir exécutif de la commune de Viège. Il compte neuf membres élus au suffrage universel tous les quatre ans.

#### Législature 2020-2024
Le Conseil municipal est composé de 4 membre du Centre, 2 membres de NEO, un membre du Parti libéral-radical (PLR), un membre de l'Union démocratique du centre (UDC) et membre du Parti socialiste (PS).

### Liste des présidents de Viège
- 1945 - ? : M. Fuchs, PRD.
- 2011 - actuellement : Niklaus Furger, PDC puis Le Centre.

## Problèmes environnementaux et sociaux liés à la Lonza
L'usine chimique Lonza fait régulièrement la une des journaux et suscite l'émoi, car des sols contaminés sont régulièrement découverts autour de Viège. Cela a parfois eu pour conséquence que des jardins n'ont pas pu être utilisés et que le type, la quantité ainsi que la localisation du sol contaminé sont souvent peu clairs. Dans le cas de la décharge de Gamsenried, on sait depuis 1987 qu'il est prouvé que la nappe phréatique a été empoisonnée. Au cours des enquêtes et des apaisements de la part de la Lonza, des reproches ont été formulés à plusieurs reprises à l'encontre de la Lonza et du canton, les accusant de dissimuler les résultats des enquêtes et de ne pas communiquer de manière transparente. Les préoccupations environnementales de la population suisse peuvent poser un problème à Lonza, comme on l'a vu en septembre 2016, lorsque Lonza a menacé les autorités environnementales de déménager en Chine si elles ne prenaient pas en charge le filtre à air requis par la loi, en évoquant une perte d'emplois. La menace a fonctionné. Finalement, la Suisse s'est exécutée et a payé des millions - bien plus que le coût d'un tel filtre. Un reportage de la télévision suisse a également fait parler de lui, dans lequel de graves reproches sont adressés à la Lonza. Non seulement la pollution massive causée par la décharge de déchets toxiques a été critiquée, mais aussi le fait que la Lonza tente de facturer les coûts au trésor public. Cela est d'autant plus incompréhensible que la Lonza réalise régulièrement des milliards de bénéfices. En 2021, la Lonza a annoncé la création de 1200 nouveaux emplois à Viège. En très peu de temps, la Lonza a fait énormément de publicité en Suisse et à l'international afin de pourvoir les emplois le plus rapidement possible. La commune et la région de Viège n'étaient cependant pas préparées à un tel afflux. L'eau, l'électricité, mais aussi les conditions d'hébergement n'étaient pas prévues pour accueillir autant de nouveaux arrivants. Bien que la Lonza ait généré des milliards à Viège, ces derniers ne paient pas d'impôts dans la région de Viège, de sorte que la commune a dû assumer elle-même les coûts de plusieurs millions engendrés par l'afflux de nouveaux habitants - ce qui a régulièrement conduit à des chiffres rouges dans les comptes communaux. Outre la problématique de l'eau potable, c'est surtout la pénurie extrême de logements et l'explosion des loyers qui y est liée qui ont fait parler d'elle. En mai 2022, un cas d'aide sociale a fait grand bruit : une mère et son enfant ont dû vivre dans une tente au camping.

## Population et société

### Gentilé et surnom
Les habitants de la commune se nomment les Viégeois.
Ils sont surnommés les Mouches (d'Fleige en dialecte alémanique valaisan), nombreuses dans la région.

### Démographie

#### Évolution de la population
La commune compte 8 483 habitants au 31 décembre 2023 pour une densité de population de 644 hab/km2. Sur la période 2010-2023, sa population a augmenté de 20,9 % (canton : 17,0 % ; Suisse : 9,4 %).  

#### Pyramide des âges
En 2023, le taux de personnes de moins de 30 ans s'élève à 31 %, similaire à la valeur cantonale (31 %). Le taux de personnes de plus de 60 ans est quant à lui de 25,7 %, alors qu'il est de 27,5 % au niveau cantonal.
La même année, la commune compte 4 372 hommes pour 4 111 femmes, soit un taux de 51,5 % d'hommes, supérieur à celui du canton (49,9 %).
| Hommes | Classe d’âge | Femmes |
| ------ | ------------ | ------ |
| 0,7    | 90 ans ou +  | 1,1    |
| 7,0    | 75 à 89 ans  | 10,2   |
| 15,4   | 60 à 74 ans  | 16,9   |
| 19,7   | 45 à 59 ans  | 19,9   |
| 25,2   | 30 à 44 ans  | 21,9   |
| 17,9   | 15 à 29 ans  | 15,7   |
| 14,2   | - de 14 ans  | 14,2   |

| Hommes | Classe d’âge | Femmes |
| ------ | ------------ | ------ |
| 0,6    | 90 ans ou +  | 1,3    |
| 8,0    | 75 à 89 ans  | 10,1   |
| 17,1   | 60 à 74 ans  | 17,9   |
| 21,0   | 45 à 59 ans  | 20,7   |
| 21,3   | 30 à 44 ans  | 20,1   |
| 17,3   | 15 à 29 ans  | 16,0   |
| 14,7   | - de 14 ans  | 14,0   |

### Sports
- Hockey Club Viège

## Monuments
L'ancien bourg de Viège, situé sur l'éperon, conserve de nombreux monuments historiques, dont certains classés au patrimoine Suisse et Valaisan. Nous pouvons citer le vieux presbytère, la maison InAlbon (Graefibiel (1518)), la maison bourgeoisiale, la maison Schutzenlaube (1660), l'Hôtel de ville, l'église des Trois-Rois, l'église Saint-Martin, la Meierturm, le Cricerhaus (1577). L'ancienne maison Burgener construite en 1699 fut rénovée en 1986 et abrite actuellement le Tribunal d'arrondissement du district de Viège.

### L'église Saint-Martin
Construite sur une ancienne église, dans un style renaissance par son ministre Matthias Bellwalder entre 1650 et 1655, elle fut consacrée en 1675 par le nonce apostolique Odoardo Cibo (de). Cette église fut en partie démolie lors du tremblement de terre de 1855. Dès 1856, les autorités religieuses et civiles, entreprirent de la reconstruire.
En 1953, l'église fut restaurée, sa nef et son transept furent agrandis. Les travaux, dirigés par l'architecte Pfammater prirent deux ans et l'église fut consacrée à Saint-Martin de Tours en 1955 par l'évêque de Sion Nestor Adam. Elle possède de magnifiques vitraux créés par l'artiste valaisan Paul Monnier.

### L'église des Trois-Rois
Aussi appelée église des Bourgeois car elle appartenait aux Bourgeois de Viège, elle fut reconstruite en 1761 en style baroque sur l'emplacement d'une ancienne église Notre-Dame, mentionnée vers 1220 et qui fut démolie en 1260. Elle a conservé l'ancienne crypte et le clocher roman, rehaussé. Une première restauration fut réalisée en 1855 puis une autre dans les années 70. Le maître-autel a été créé en 1724 par Giovanni Battista Rappa.

## Galerie

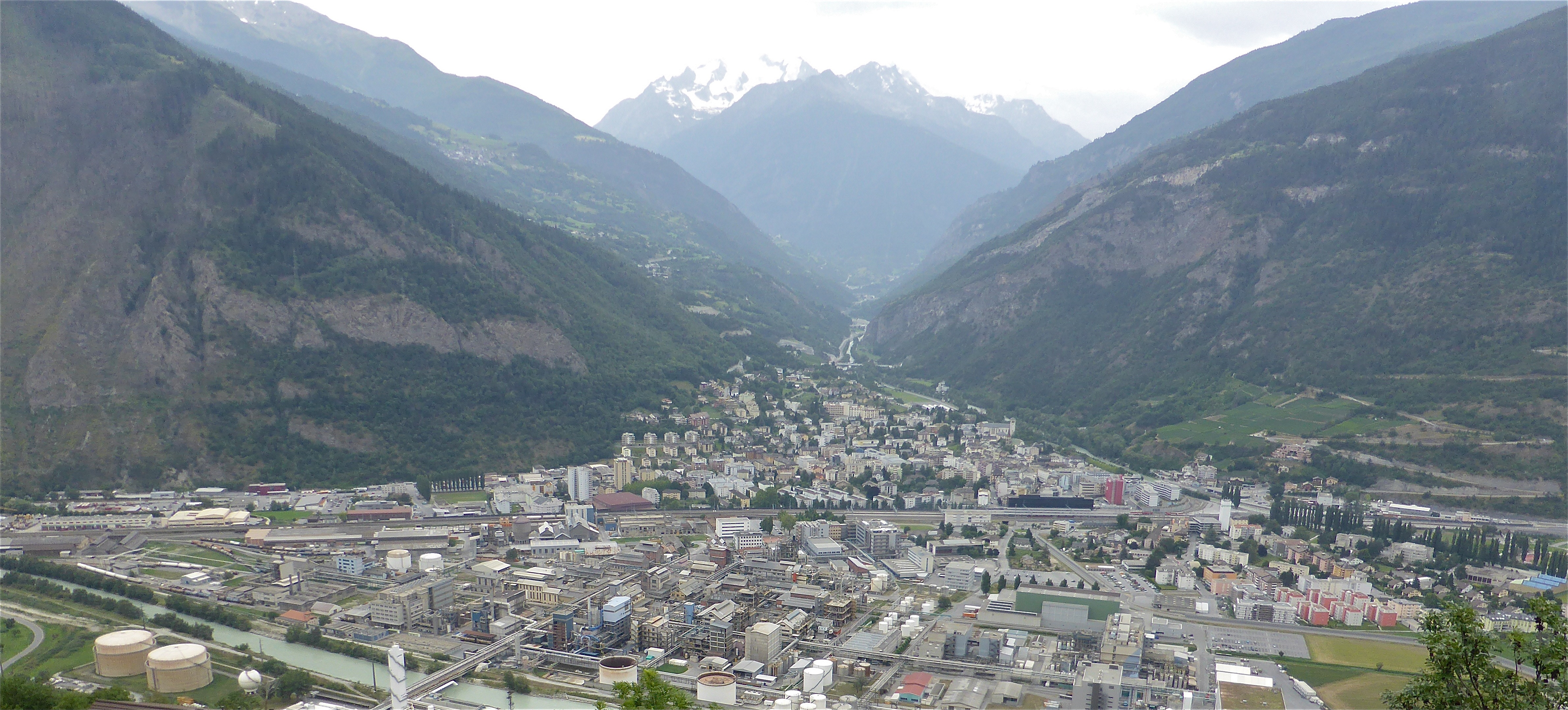
Viège et l'embouchure de la vallée.
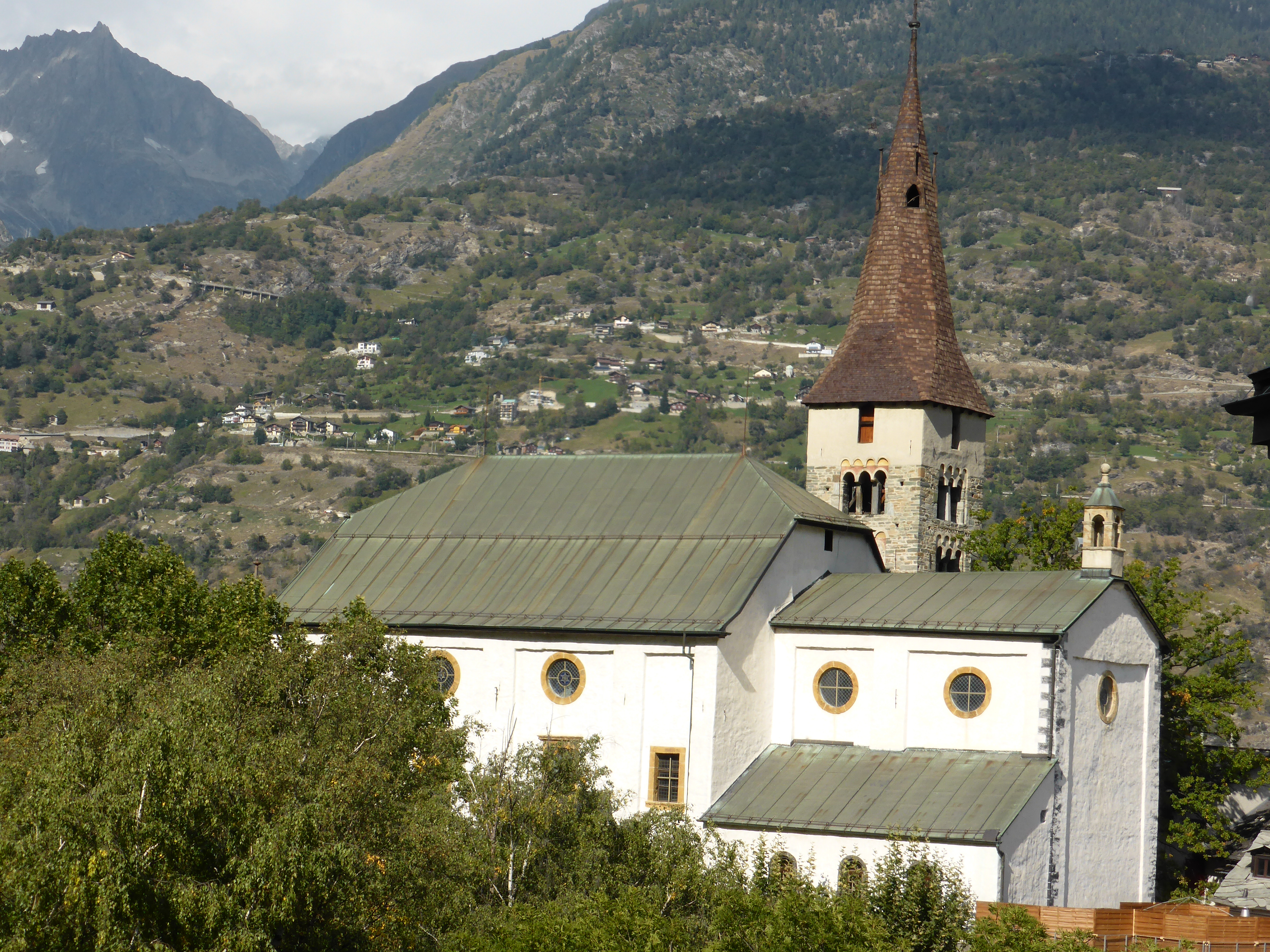
Viège, l'église des Trois-Rois.
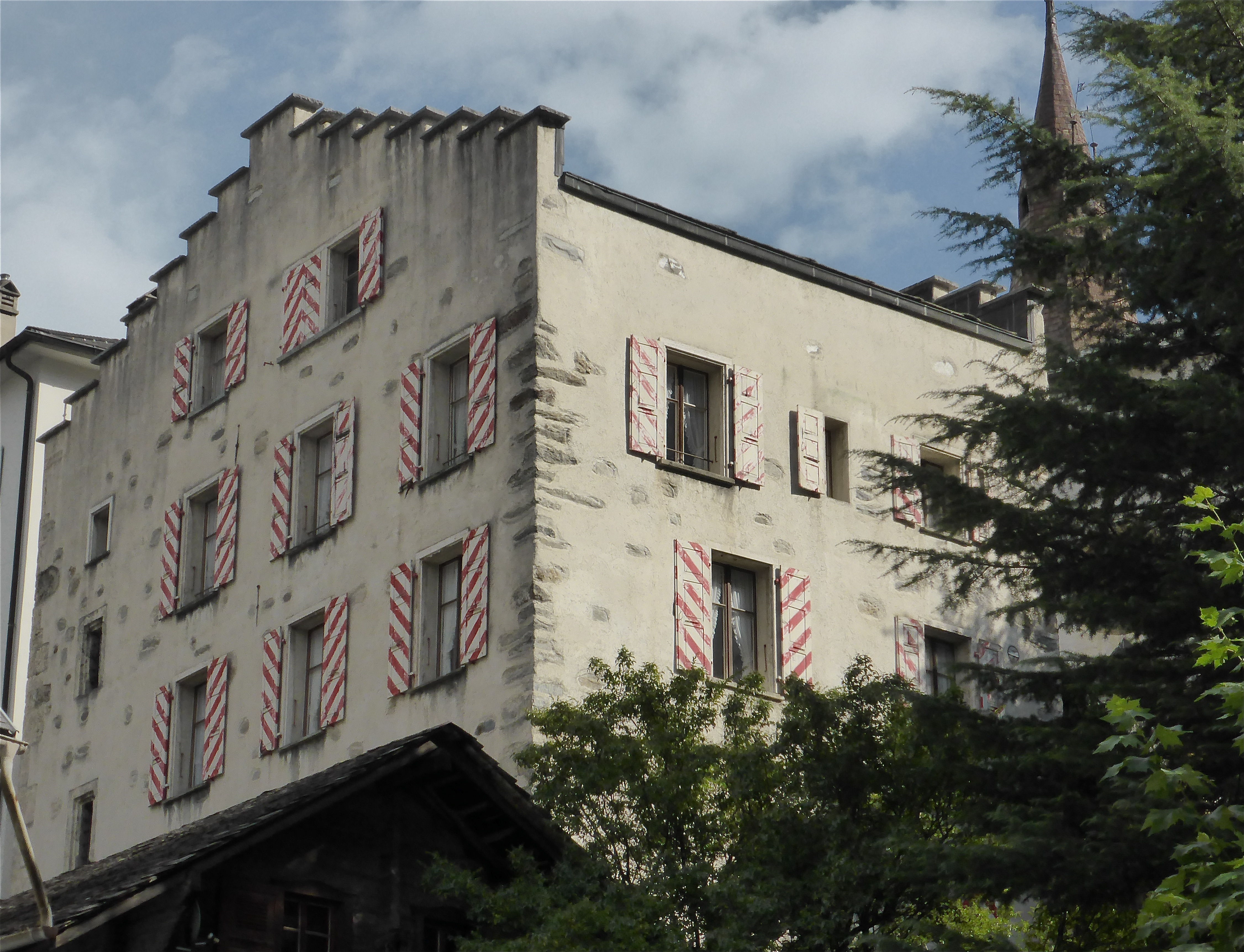
Viège, la maison In-Albon.